# Gyógyszerészi latin

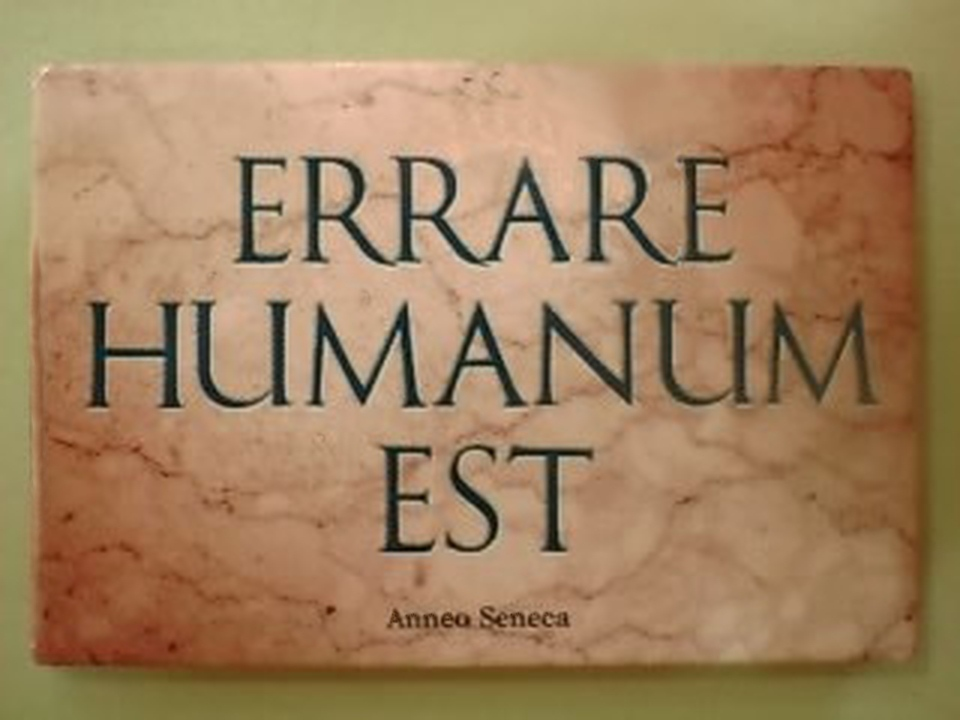
Tévedni emberi dolog (Seneca)

A gyógyszerészeti latin az orvosi latinnak (lingua latina medicinalis) a receptírás és -olvasás gyakorlatában szükséges része kiegészítve azokkal a speciális kifejezésekkel, amelyek inkább a gyógyszerészek gyakorlatában fordulnak elő.
A gyógyszert rendelő orvos közleménye a gyógyszert kiadó, elkészítő gyógyszerész számára, amely orvosi, gyógyszerészi latin nyelven, írásban, recepten történik. A recept okirat, okmány, hivatalos dokumentum, melynek a törvény előtt bizonyító ereje van, ezért bír rendkívüli fontossággal a gyógyszerészi latin ismerete. A gyógyszerész nem tévedhet, a gyógyszerész a gyógyítás folyamatában az utolsó láncszem. Az orvos gyógyszeres terápiával kapcsolatos döntéseinek kontrollja a gyógyszerészi munka. A gyógyítási folyamatban a gyógyszerész lehet az első, de az utolsó láncszem, ahol a beteg még befolyásolható, irányítható, ellenőrizhető. A gyógyszerész így válik az első számú „kapuőrré” a gyógyszeres terápiában. A latin nyelv ismerete alapvető, létfontosságú, elengedhetetlen a gyógyszeres terápiával kapcsolatos tévedések és hibák megelőzésében. Megjegyzendő, hogy Magyarországon gyógyszerészek nem jogosultak receptírásra csak orvosok, fogorvosok és állatorvosok, ellentétben pl.: az USA-val vagy Angliával, ahol bizonyos gyógyszerhatástani csoportokba tartozó gyógyszereket rendelhetnek gyógyszerészek. Ez a jogosultság főleg a kórházakban, klinikákon gyakorlat.
Az orvos utasítása a gyógyszerész számára latin nyelven folyik, a recept összetevőinek neve genitivus partitivusban (birtokos esetben), illetve az összetevők mennyisége accusativusban (tárgy esetben) vannak. A recept az R., Rx vagy a Magyarországon hivatalos receptek az „Rp” betűkkel kezdődnek, ami azt jelenti, „recipe”, azaz „végy” (Parancsolom! Felszólító mód; Fohász az Istenhez, az Istenekhez.)[forrás?]. Innen van az angol neve is (recipe), a magyar elnevezés a szabályosabb „receptum” alakból származik. Az Rp. után jön az összetevő neve genitivusban, majd a mennyiség. Tehát pl. „R. Hydrargyri gr. V.”, azaz: „Végy 5 gramm higanyt”. Régebben a gyógyszer alkalmazására vonatkozó utasítás is latinul íródott pl.: „Fiant pilulae duae, bis vel ter die sumendae”, vagyis „Naponta kétszer vagy háromszor két szemet bevenni”, vagy pl. „Misce; fiat mistura cuius partem sumat quartam tertiis horis, donec alvus responderit”, vagyis: „Keverd össze; legyen keverék, amelynek negyed részét vegye be (a beteg) háromóránként, amíg hatni nem kezd a gyomorra”. Ma már az orvosi utasítás magyarul áll, előtte D. S., ami a Detur! Signetur! Adassék! Jeleztessék! „Doctoris sententia” (az orvos határozata) rövidítése.

## A latin mint szaknyelv

### Tudományágak, szaknyelvek
Az alábbi tudományágak, szaknyelvek szókincse azok jellegzetességéből fakadóan eltérő, de mindegyiknek a klasszikus latin nyelvtan az alapja:
- bölcsészlatin: történelmet és újlatin nyelveket tanulók (romanisták), művészettörténészek, nyelvtörténészek, klasszika-filológusok részére
- egészségügyi latin, orvosi latin, gyógyszerészi latin
- biológiai, élettani, rendszertani (taxonómiai) latin
- jogi, jogtörténeti latin
- filozófiai latin
- teológiai latin
- egyházzenei latin
- irodalom- és könyvtártudományhoz szükséges latin nyelvi ismeretek

### Gyógyszerészi eskü latinul
A Nápolytól mintegy 45 km-re fekvő Salerno orvosai kezdetben Galénosz és Hippokratész tanításai alapján gyógyítottak (a várost úgy is nevezték, hogy „civitas Hippocratica”), idővel azonban ezt az irányzatot felváltotta a sokkal fejlettebb arab és zsidó orvoslás. Az ötéves orvostani képzés, egy év gyakorlat, s az egyetem szabadságának bizonyítéka az, hogy az előadásokat nők és zsidók is látogathatták. Az oktatás formája a praelectio, a felolvasás és az ókori görög, illetve arab szerzők magyarázata volt. A 12. század közepén Alphanus, Monte Cassino apátja és Salerno érseke az orvosi nyelv latin kifejezésrendszerét teremtette meg Dél-Franciaországban egy rendelkezés már 1162-1202 között bevezette a gyógyszerészi esküt. 1241-ben II. Frigyes német-római császár is hozott erről rendeletet. 1405-ből ismert az első latin nyelvű eskü. Magyarországon két, 1533-ban és 1644-ben kelt rendelkezés utal az esküre. A patik(ári)us akkor tette le esküjét az orvos előtt, amikor a principálisától megkapta a segédi felszabadító levelet.

## Névszók
Neműség, a latin főnevek 3 féle neme
1. Nőnem 	femininum f
2. Hímnem	masculinum m
3. Semlegesnem   neutrum n

 Számosság 2 féle, a főnevek illetve melléknevek egyes vagy többes számban állhatnak
1. Singularis röv.: Sg. Egyes szám
2. Pluralis röv.: Pl. Többes szám

 Főnevek szótári alakja három részből áll pl.: arteria, -ae f. ( = verőér )
1. arteria – a főnév Sg. Nom. azaz Egyes szám alanyesete
2. arteriae (-ae)– a főnév Sg. Gen. azaz Egyes szám birtokos esete
3. f.- a főnév neme femininum, azaz nőnemű

Esetei a főneveknek, mellékneveknek, számneveknek és egyéb névszóknak a következő 5 névszói eset egyikében fordulhatnak elő
1. Nominativus röv.: Nom. Alanyeset [pl.: tibia – sípcsont]
2. Accusativus röv.: Acc. Tárgyeset [pl.: tibiam – sípcsontot]
3. Genitivus röv.: Gen. Birtokos eset [pl.: tibiae – sípcsontnak a ...]
4. Dativus röv.: Dat. Részeshatározó eset [pl.: tibiae – sípcsontnak]
5. Ablativus röv.: Abl. Eltávolítás (Határozó) esete [pl.: tibia – sípcsonttól]

Declinationes'
Főnevek ragozása
|                     | I. nőnemű a” | II. hímn. „us”, semlegesn.”um” | III. vegyes     | IV. hímn. „us” végű | V. Nőnemű „es” |
| ------------------- | ------------ | ------------------------------ | --------------- | ------------------- | -------------- |
| e. alany e.         | vena         | nasus collum                   | articulatio     | sinus               | species        |
| e. birtokos e.      | venae        | Nasi colli                     | articulati-onis | sinus               | speciei        |
| T. szám alany e.    | venae        | Nasi colla                     | articulati-ones | sinus               | species        |
| T. szám birtokos e. | venarum      | Nasorum collorum               | articulationum  | sinuum              | specierum      |

I. declinatio (nőnemű -a tövű szavakat)
lingua, -ae f. = nyelv
apotheca, -ae f. = gyógyszertár
officina, -ae f. = gyógyszerkészítő (kiadó) helyiség
copia, -ae f. = másolat (vénymásolat)
II. declinatio (az -o tövű hím- és semleges nemű szavakat)
Sirupus, -i m. = szirup
Ovulum, -i n. = hüvelykúp
Globulus, -i m. = hüvelygolyó
III. declinatio (az -i tövű és mássalhangzós tövű szavakat)
repetitio, -onis f. = ismétlés
pars, -tis f. = rész
dosis, -is f. = adag, dózis
corpus, corporis n. = test, személy
IV. declinatio (az -u tövű szavakat)
decubitus, -us m. = felfekvés
manus, -us f. = kéz
gradus, -us m. = fok, lépcső
V. declinatio (az -e tövű szavakat):

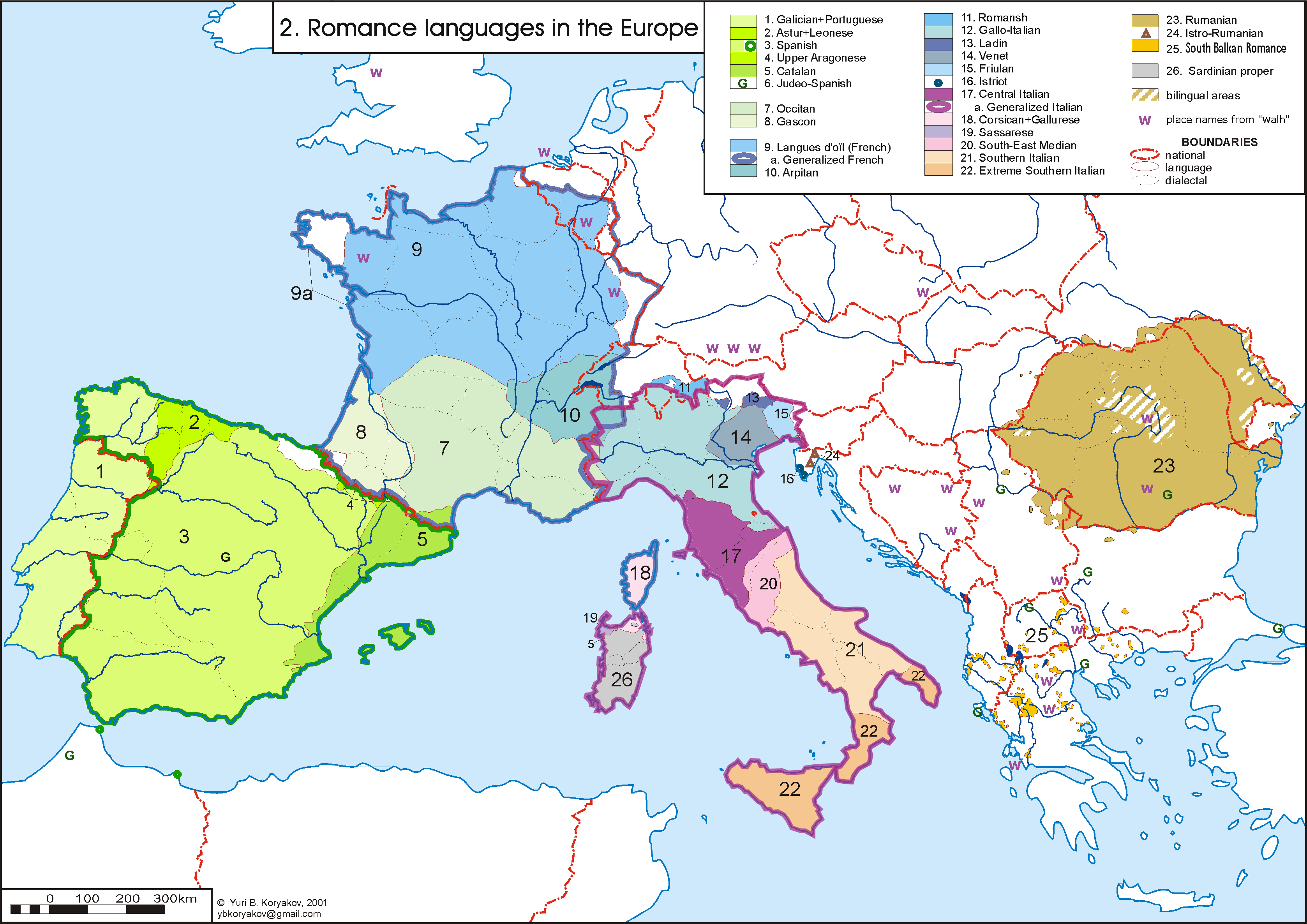
Újlatin nyelvek Európában, azok a régiók, ahol a latin nyelv befolyása a legmélyrehatóbb és legtartósabb volt

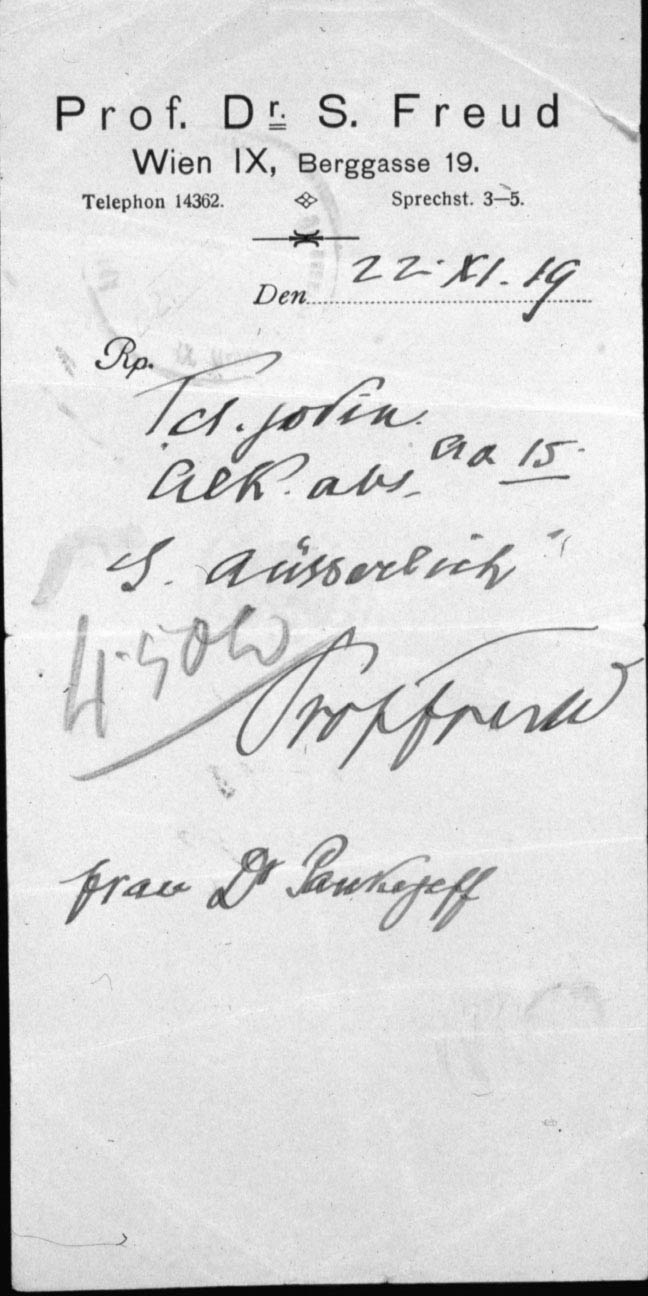
Freud által rendelt recept. Dr. Sigmund Freud egyik leghíresebb betegének, a Farkasember („Wolf Man”) feleségének a részére jódtablettát rendelt 1919 novemberében. A „Farkasember” neve Sergius Pankejeff volt. A Library of Congress, Washington, 1919. november 22.

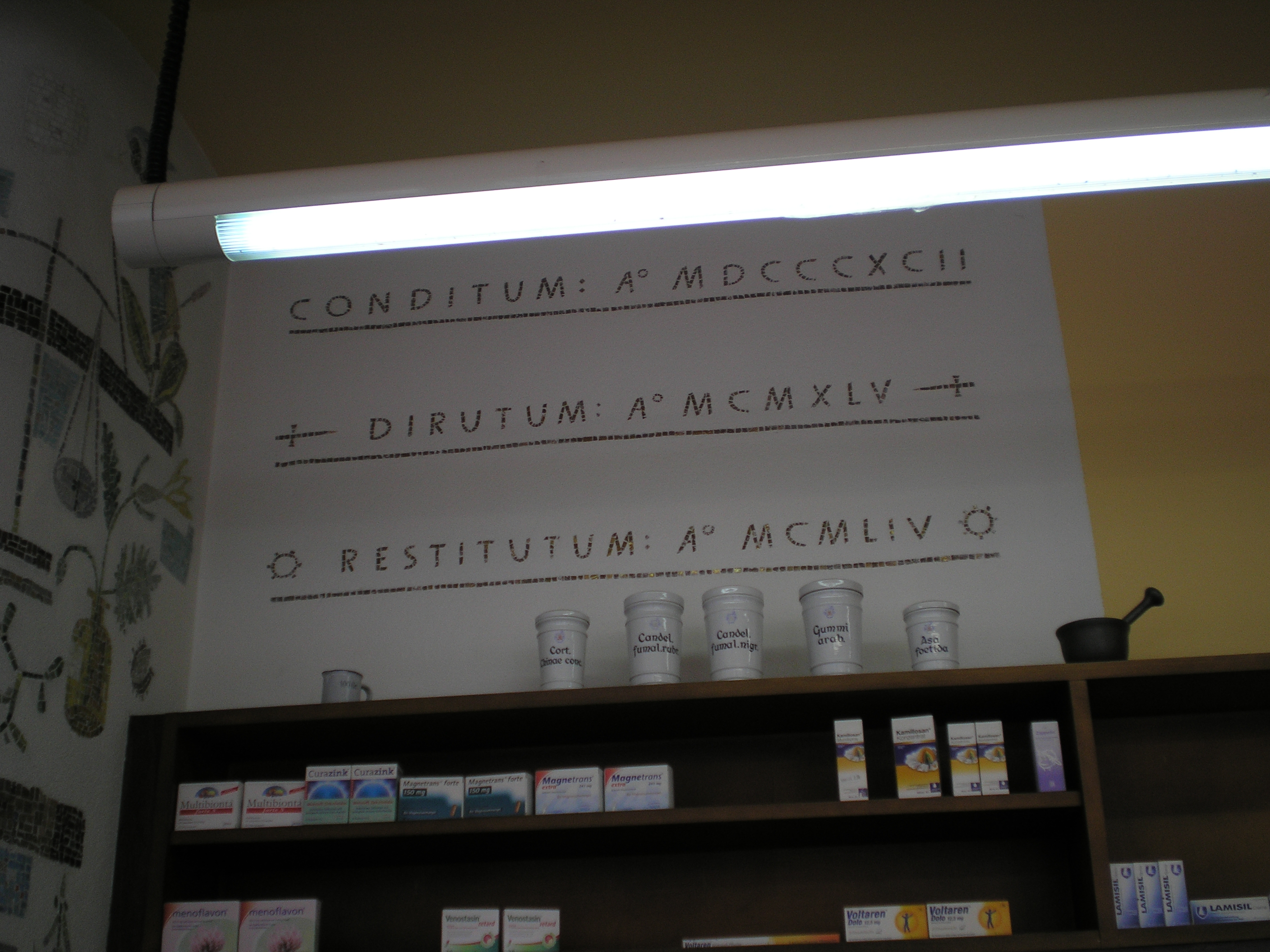
Latin szimbólumok a gyógyszerészetben

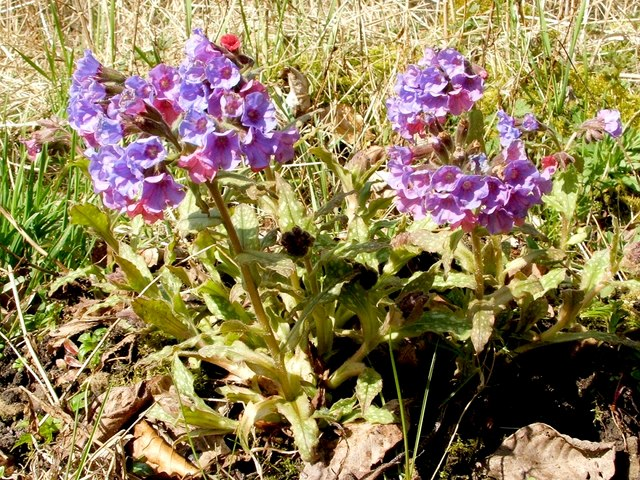
officinalis, Orvosi tüdőfű. Számos növény saját neve „officinalis”, jelezve a gyógyászati felhasználását. A középkori latin „officina” kifejezés egy későbbi fejlődését jelenti a gyógyszertárnak. Az orvosi tüdőfű levelei hasonlítanak a tüdőhöz, és ezért úgy gondolták, hogy a növény hatékony lehet ilyen betegségek kezelésében

Recipe, végy, fohász az Istenhez. Illusztráció Chambers Twentieth Century Szótárból, 1908-ból. A recept szó jelképe, szimbóluma. Eredetileg arra használták, hogy képviselje a Jupiter bolygót jelképesen. Közös megegyezéssel elfogadott szimbóluma a latin végy ige recipere felszólító, parancsoló módjának

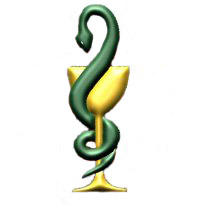
A gyógyszerészet szimbóluma. Európában a gyógyszerkészítő mesterséget a 13. századtól mozsárral szimbolizálták, a ma ismert kehely a kígyóval a 19. század folyamán lett általános. Hügieia már a 4. századból fennmaradt ábrázolásokon kígyót és csészét tart a kezében. A kígyót a csészéből táplálja, innen ered máig a gyógyszeres kehelyre tekeredő kígyó szimbóluma, amely szerte a világon a gyógyszertár jelvénye

scabies, -ei f. = rühesség
caries, -ei f. = fogszuvasodás
dies, -ei f. = nap (idő)
 Példák
| E. alanyeset     | capsula    | kapszula   | tabletta    | tabletta   | sirupus   | szirup    |
| E. birtokos eset | capsulae   | kapszuláé  | tabletta    | tablettáé  | sirupi    | szirupé   |
| T. alanyeset     | capsulae   | kapszulák  | tabletta    | tabletták  | sirupi    | szirupok  |
| T. birtokos eset | capsularum | kapszuláké | tablettarum | tablettáké | siruporum | szirupoké |

## Melléknév
Melléknév szótári alakja
1. A szótári alak után feltüntetett„3”-as jelzés = -us, -a, -um végződést jelent, amely a hím-, nő- és semlegesnemű szóvégződésre utal.
2. A melléknevek másik csoportjánál csak két végződés található a szótárban, ahol a „2”-es jelzés az -is, -e végződéseket foglalja magába, melyből az első a hím- és a nőnemű, az utóbbi a semlegesnemű szóvégződés.

pl. internus, -a, -um belső; ventralis, -e hasi irányú (vagy: internus 3, ventralis 2).

### A melléknévi igenevek (ezek a Participiumok)
1. curans, -tis = ápoló
2. curatus, -a, -um = ápolt
3. curandus, -a, -um = ápolandó

A fenti igéből (igenévből) főnevek is képezhetők, amelyek napjainkban is gyakran használtak.
curator, -is m. = gyám, gondnok curatorium, -ii n. = gondnoki teendőket ellátó testület

### A gyógyszernevek jelzői
Pl. sárga vagy fehér vazelin, továbbá a hatás erősségére utalás (forte vagy mite). Ezek ismerete a gyógyszertári munkában is nélkülözhetetlen. A melléknevek a jelzett szóval nemben, számban és esetben is megegyeznek.

#### Három-végződésűek
- albus = fehér
- aquosus = vizes, víztartalmú
- amarus = keserű
- acutus = heveny, hirtelen jött betegség
- bonus = jó
- adultus = felnőtt
- ceratus = viaszos
- anhydricus = vízmentes
- compositus = összetett
- confusus = zavart, zavaros
- crudus = nyers, durva
- neuter, neutra,
- concentratus = tömény
- niger, nigra, nigrum = fekete
- dilutus = hígított
- novus = új
- depuratus = tisztított
- obsoletus = elavult, ósdi
- externus = külső (használatra)
- oleosus = olajos
- ophthalmicus = szemészeti
- flavus = sárga
- optimus = legjobb
- fluidus = folyékony
- parvus = kicsi
- frigidus = hideg, hűvös
- purus = tiszta
- grossus = durva
- quantus = amennyi
- ruber, -a, -um = vörös
- hydrosus = víz-tartalmú
- siccus = száraz
- hydrophilicus = víz-kedvelő
- siccatus = szárított
- intactus = érintetlen, sértetlen
- solidus = szilárd
- internus = belső (használatra)
- solutus = oldott
- intimus = legbizalmasabb
- spirituosus = alkoholos
- liquefactus = elfolyósított
- spissus = sűrű
- liquidus = folyékony, híg
- ulcerosus = fekélyes
- longus = hosszú
- magnus = nagy
- veterinarius = állatgyógyászati

#### Két-végződésűek
- aequalis = egyenlő, egyforma
- mitis = enyhe
- mollis = lágy
- communis = közönséges
- flexibilis = hajlékony
- omnis = összes
- fortis = erős
- originalis = eredeti
- fragilis = törékeny
- sensibilis = érzékeny, fogékony
- similis = hasonló
- sublingualis = nyelv alatti
- subtilis = finom
- letalis = halálos
- localis = helyi
- manualis = kézi
- vulgaris = közönséges
- magistralis = az orvos előírása alapján összeállított gyógyszer

### Melléknevek fokozása
A mellékneveknek három foka van
1. alapfok pl. durus, -a, -um = kemény
2. középfok pl. durior, -ius = keményebb
3. felsőfok pl. durissimus, -a, -um = legkeményebb

## Igék

### Az igék 4 szótári alakja
1. sano: gyógyítok (folyamatos jelen, cselekvő, kijelentő mód, Sg. 1. (Praes. impf. ind. act.)
2. sanare (1): gyógyítani (infinitivus; folyamatos, cselekvő főnévi igenév)
3. sanavi: gyógyítottam (befejezett jelen, cselekvő, kijelentő mód, Sg.1. (Praes.perf.ind.act.)
4. sanatum: gyógyítás végett (supinum, célhatározói főnévi igenévi alak)

### igeideje (tempus)
1. praesens (jelen)
2. praeteritum (múlt)
3. futurum (jövő)

### állapota (actio)
1. imperfecta (folyamatos)
2. perfecta (befejezett)

### igemódja (modus)
1. indicativus (kijelentő)
2. coniunctivus (kötőmód)
3. imperativus (parancsoló)

### igeneme (genus)
1. activum (cselekvő)
2. passivum (szenvedő)

### száma (numerus)
1. singularis (egyes)
2. pluralis (többes)

- személye (persona)

1. prima (első)
2. secunda (második)
3. tertia (harmadik)

### Coniugatio
Az igék ragozását coniugatiónak nevezzük az igetövek szerint 4 coniugatiót különböztetünk meg.
1. (a tövű) paro 1 (parare), paravi, paratum (készítek, készíteni…)
2. (ē tövű) doceo 2 (docēre), docui, doctum (tanítok, tanítani stb.)
3. (msh., rövid i-, vagy u-tő) tego 3 (tegĕre), tēgi, tectum (fedek, fedni stb.)

facio 3 (facĕre), fēci, factum (csinálok, csinálni stb.)
1. (ī-tövű) venio 4 (venīre), vēni, ventum (jövök, jönni stb.)

Példák
1. exsicco (I) = kiszárítani (exsiccator a készülék neve)
2. cumulo (I) = halmozni, tetézni, szaporítani
3. applico (I) = alkalmazni
4. do (I) = adni (Da = add, Detur = adassék!)
5. habeo (II) = visel, hord (habitus, -us m. = magatartás)
6. impleo (II) = betölt, megtölt (impleálás = állványedények utántöltése)
7. misceo (II) = kever, elkever (Misce = keverd össze!)
8. divido (III) = szétoszt, feloszt (Divide = osszad szét!)
9. solvo (III) = oldani
10. vivo (III) = élni

### Az igeidő
1. 1. jelen idő (Praesens)
2. 2. múlt idő (Praeteritum)
3. 3. jövő idő (Futurum)

### Az igemód lehet
1. 1. jelentőmód (Indicativus)
2. 2. kötőmód (Coniunctivus)
3. 3. parancsolómód (Imperativus)

### Az ige neme lehet
1. 1. cselekvő (Activum) curo = gyógyítok
2. 2. szenvedő (Passivum) curor = gyógyíttatom, azaz engem gyógyítanak

### Az igenevek a következők lehetnek
- Infinitivus (főnévi igenév) pl. sanare (gyógyítani)
- Participium (melléknévi igenév), ezen belül

imperfectum (folyamatos) pl. docens (oktató, tanító)
perfectum (befejezett) pl. doctus 3 (képzett, tanult)
instans (beálló) pl. docendus 3 (oktatandó)
- Gerundium (az ige által kifejezett cselekvés fogalma) pl. sanandum (gyógyítást)
- Supinum az ige által kifejezett cselekvés fogalma, ebből képződik az igéből képzett főnevek

## Számnév
- A számnevek megtanulása rendkívül fontos, nevezetesen a tévedések, félreértések kiküszöbölése érdekében. Az orvos ugyanis a tizedesvessző alkalmazásával tévedhet (véletlenül a gyógyító adag tizedrészét vagy tízszeresét is rendelheti a hatóanyagból). Ez azonban a betűvel kiírt szavakból pl. triginta (30,0) vagy trecenta (300,0) kiderül. A félreértés esete a beteg részéről jelentkezhet, nevezetesen pl. az orvos két doboz gyári készítményt rendel (scat. orig. II.), de ha mellette latinul is jelzi, hogy Numero duo, akkor betűvel kiírt mennyiség az érvényes, jelen esetben a két doboz kiadása. A vényen általában a grammhoz, centigrammhoz, milligrammhoz, esetleg a mikrogrammhoz kapcsolódnak a számnevek.
- A gramm semleges nemű szó és a III. declinatio szerint ragozzuk.

1. Nom. gramma grammata
2. Acc. gramma grammata (a vényen a tárgyeset szerepel)
3. Gen. grammatis grammatum
4. Dat. grammati grammatibus
5. Abbl. grammate grammatibus

Így pl. a Rp-en: végy 3,0 g-ot = Recipe gta tria vagy végy 200,0 g-ot = Recipe gta ducenta

### Tőszámnevek
A tőszámnevek elsajátítása rendkívül fontos, ezek eltévesztése halálos veszéllyel
is járhat.
- 1 = unus, -a, -um 11 = undecim
- 2 = duo, -ae, -o  12 = duodecim
- 3 = tres, tria    13 = tredecim
- 4 = quattuor      14 = quattuordecim
- 5 = quinque       15 = quindecim
- 6 = sex           16 = sedecim
- 7 = septem        17 = septemdecim
- 8 = octo          18 = duodeviginti (20-2)
- 9 = novem         19 = undeviginti (20-1)
- 10 = decem        20 = viginti
- 30 = triginta     400 = quadringenti, -ae, -a
- 40 = quadraginta  500 = quingenti, -ae, -a
- 50 = quinquaginta 600 = sescenti, -ae, -a
- 60 = sexaginta    700 = septingenti, -ae, -a
- 70 = septuaginta  800 = octingenti, -ae, -a
- 80 = octoginta    900 = nongenti, -ae, -a
- 90 = nonaginta    1000 = mille
- 100 = centum      2000 = duo milia
- 200 = ducenti, -ae, -a  10000 = decem milia
- 300 = trecenti, -ae, -a 1553 = mille quingenta quinquaginta tria

### Sorszámnevek
Ritkábban fordulnak elő, de a teljesség kedvéért röviden említésre kerülnek:
- első = primus
- második = secundus
- harmadik = tertius
- negyedik = quartus
- ötödik = quintus
- hatodik = sextus
- hetedik = septimus
- nyolcadik = octavus
- kilencedik = nonus
- tizedik = decimus
- tizenegyedik = undecimus
- huszadik = vicesimus
- századik = centesimus

### Római számok
A vényen a darabszám és a cseppszám római számmal kerül feltüntetésre. Pl. Rp. guttam unam (I) /nőnemű egyes tárgyeset/ végy egy cseppet scatulas duas (II) /nőnemű többes tárgyeset/ végy két dobozt. A római számokra néhány kiragadott példa:
I = 1 L = 50 CC = 200 CM = 900 V = 5 LX = 60 CD = 400 MCC = 1200 X = 10 C = 100 D = 500 MCCXLVI = 1246 XX = 20 IIC = 98 DC = 600 MMVI = 2006 XL = 40 CV = 105 M = 1000

## Prefixumok

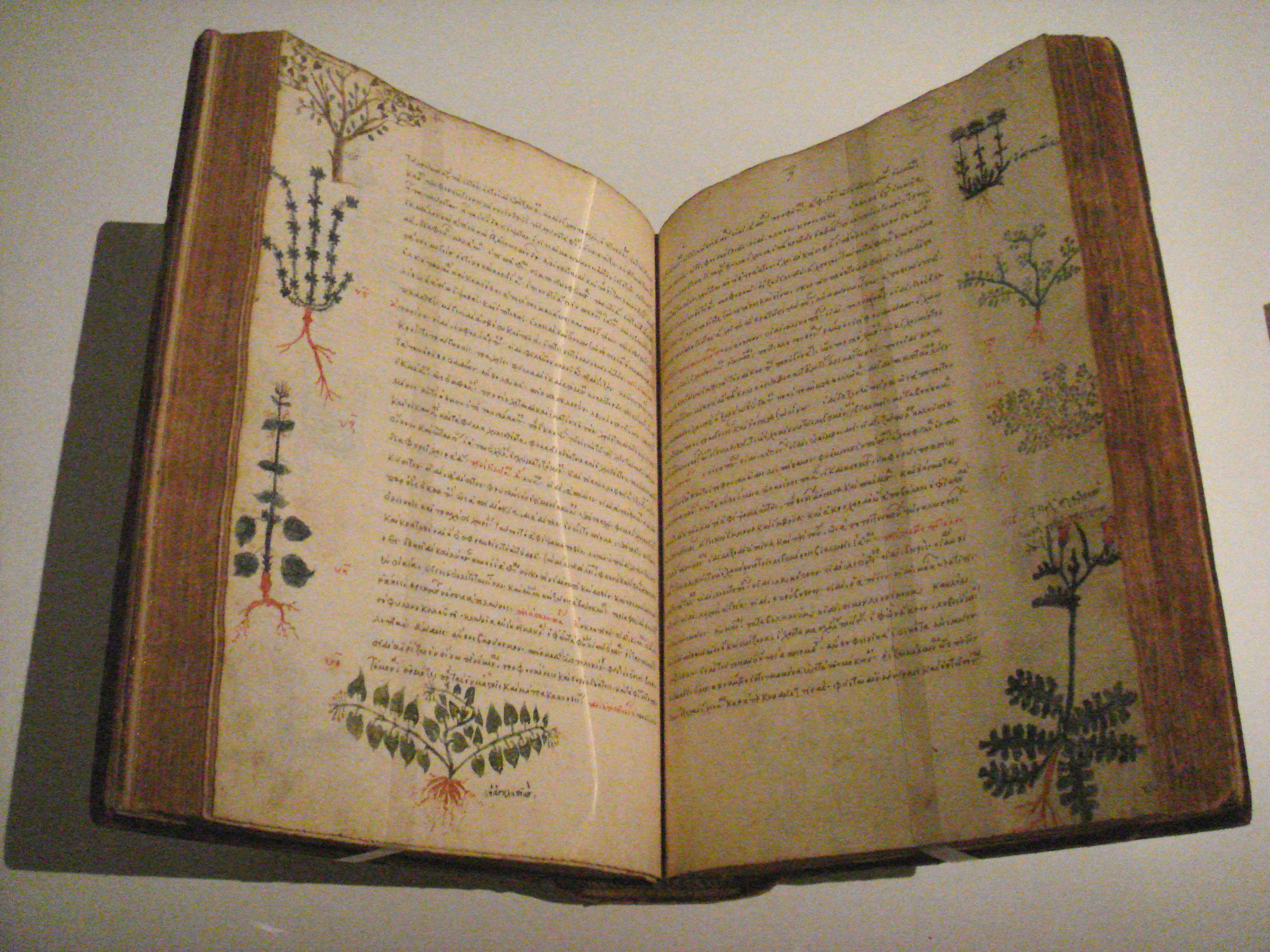
Dioscorides De Materia Medica

- ad (Acc.) = -ra, -re, -hoz, -hez pl. Unguentum ad manum = kenőcs a kézre
- Pulvis ad irrigationem = por az irrigáláshoz
- Linimentum ad pernionem = kenet a fagyásra
- contra (Acc.) = valami ellen pl. Unguentum contra dolorem = kenőcs a fájdalom ellen Solutio contra rhagades mamillae = emlőbimbó repedések elleni oldat
- per (Acc.) = valamin át, keresztül pl. per os = szájon át per rectum = végbélen keresztül
- inter (Acc.) = között pl. inter nos = magunk között
- intra (Acc.) = bele pl. intra musculum = izomba adandó
- in (Acc.) = hová kérdésre: -ba, -be pl. in vitrum = üvegbe (tenni)
- in (Abl.) = hol kérdésre: -ban, ben pl. in vitro = üvegben
- in vivo = élő szervezetben e, ex (Abl.) = -ból, -ből pl. e radice = gyökérből
- sub (Abl.) = alatt pl. sub signo veneni = méreg jelzése alatt (expediálni)
- sine (Abl.) = nélkül pl. Solutio Castellani sine resorcino = rezorcin nélküli Castellani oldat
- Solutio Castellani sine fuchsino = fukszin nélküli Castellani oldat
- cum (Abl.) = -val, -vel pl. Spiritus salicylatus cum resorcino = szalicilsavas szesz Rezorcinnal Infusum sennae cum natrio sulfurico = szenna forrázat nátrium-szulfáttal Pulvis Doveri cum bismutho = Dover por bizmuttal
- pro (Abl.) = -ért, valaki (valami) számára pl. Aqua destillata pro injectione = injekcióhoz való desztillált víz Solutio acida pro parvulo = savas oldat kisgyermek számára Klysma chlorali pro infante = klorálos klizma csecsemő részére Aetheroleum pro inhalatione = illóolaj inhalálásra (belélegzésre)

## Gyógyszerformák latinul
- Tabletta, -ae f. = tabletta (I)
- Comprimatum, -i n. = tabletta (II) (a. m. préselt - a régebben végzett orvosok használják)
- Dragée = drazsé (angol eredetű szó, különböző céllal bevont legömbölyített szélű tabletták)
- Pilula, -ae f. = pirula (I)
- Mixtura, -ae f. = mixtúra vagy keverék (I)
- Gargarisma, -matis n. = öblögetőszer, toroköblítő (III)
- Gutta, -ae f. = csepp, amelyet bevételre rendeltek (I)
- Nasogutta, -ae f. = orrcsepp (I)
- Oculogutta, -ae f. = szemcsepp (I)
- Otogutta, -ae f. = fülcsepp (I)
- Pasta, -ae f. = paszta (nagy poranyag-tartalmú kenőcs) (I)
- Klysma, -ae f. = csőre, végbélbe juttatott folyadék (I)
- Suppositorium, -ii n. = végbélkúp (II)
- Ovulum, -i n. = hüvelykúp (II)
- Globulus, -i m. = hüvelygolyó (II)
- Sirupus, -i m. = szirup (II)
- Infusum, -i n. = forrázat (II)
- Decoctum, -i n. = főzet (II)
- Extractum, -i n. = kivonat (II)
- Unguentum, -i n. = kenőcs (II)
- Oculentum, -i n. = szemkenőcs (II)
- Linimentum, -i n. = külsőleges célra „folyékony kenőcs”, kenet (II)
- Sparsorium, -ii n. = hintőpor (II)
- Granulatum, -i n. = granulátum, szemcsésített por (II)
- Aerosolum, -i n. = aeroszol, belégzésre szánt folyadék (II)
- Inhalasolum, -i n. = inhaláló szer, belégzésre szánt folyadék (II)
- Collyrium, -ii n. = szemmosó folyadék (II)
- Liquor, -oris f. = folyadék, oldat (III)
- Cremor, -oris f. = krémállományú kenőcs
- Pulvis, -eris m. = por (bevételre) (III)
- Emulsio, -onis f. = emulzió (III)
- Suspensio, -onis f. = szuszpenzió (III)
- Solutio, -onis f. = folyadék, oldat (III)
- Infusio, -onis f. = steril vizes oldat, vénán keresztül használva (III)
- Injectio, -onis f. = injekció (III)
- Trituratio, -onis f. = porhígítás (általában 1 + 9 arányú) (III)
- Dilutio, -onis f. = oldathígítás, különböző hígítási arányban készül (III)
- Species, -ei f. = teakeverék (V)
- radix, -icis m. = gyökér
- rhyzoma, -ae f. = gyökértörzs
- cortex, -icis m. = kéreg
- herba, -ae f. = fű (a növény föld feletti része), gyógyfű
- folium, -ii n. = levél
- os, oris m. = virág
- fructus, -us m. = gyümölcs, termés
- semen, -inis n. = mag
- percolatio, -onis f. = perkoláció (a növényi drogból a hatóanyag folyamatos kivonása szobahőmérsékleten)
- Oleum, -i n. = olaj (zsíros)
- Aetheroleum, -i n. = illóolaj
- Tinctura, -ae f. = szeszes oldat növényi kivonatanyaggal
- Extractum siccum = száraz kivonat (növényi hatóanyag-tartalommal)
- vel = vagy
- semis = fél (1/2)
- seu = vagy
- currens = futó, gyakran előforduló
- si = ha
- aa, ana = mindegyikből ugyanannyit
- sic = így
- lege artis = törvény (szabály) szerint
- sic volo = így akarom,
- misce = keverjed így legyen
- f. = fi at = legyen
- satis = elég, elegendő
- da, detur = add, adassék
- quantum satis = amennyi szükséges
- adde = adj még hozzá
- sigillum = pecsét
- sine = nélkül (valamelyik
- non = nem komponens kihagyásával)
- et = és
- signa, signetur = jelezd
- statim = azonnal kiadandó
- cito = gyorsan kiadandó
- periculum in mora = veszély a késlekedésben, azaz statim feladat
- cave = óvakodj (kerüld a beteg érdekében)
- verte = fordíts (a vény hátsó oldalán is van közlendő)
- M.D.S. = Misce Detur Signetur = keverd, add, jelez
- dentur tales doses = adassanak hasonló adagok
- divide in doses aequales = osszad szét egyenlő részekre
- med. univ. = medicus universalis = általános orvos (nem szakorvos)
- med. vet. = medicus veterinarius = állatorvos
- Fo.No. Vet. III. = Formulae Normales Veterinariae = Állatgyógyászati Szabványos Vényminták III. kiadása
- Taxa medicamentorum = gyógyszerek árszabása
- retaxa = vények felülvizsgálata

## Gyógyszerhatástani latin fogalmak
- Analgeticum = fájdalomcsillapító
- Antiphlogisticum = gyulladáscsillapító
- Antipyreticum = lázcsillapító
- Antiemeticum = hányáscsillapító
- Emeticum = hánytató
- Antisudoricum = izzadás elleni szer
- Antidiarrhoicum = hasmenés elleni szer
- Antiseborrhoicum = faggyúmirigy elleni szer
- Antirheumaticum = reuma elleni szer
- Antineuralgicum = idegfájás elleni szer
- Antidyspnoicum = nehézlégzés elleni szer
- Antiasthmaticum = asztma elleni szer
- Antimycoticum = gomba elleni szer
- Antisepticum = fertőtlenítő
- Antacidum = savmegkötő
- Adstringens = edző, összehúzó
- Antidotum = ellenanyag (ellengyógyszer)
- Analepticum = központi idegrendszert izgató
- Anticonvulsivum = görcsgátló (pl. epilepszia)
- Spasmolyticum = görcsoldó szer
- Anaestheticum = érzéstelenítő szer
- Localanaestheticum = helyi érzéstelenítő szer
- Cholagogum = epehólyag kiürülést serkentő
- Desodorans = szagtalanító
- Dermatologicum = bőrgyógyászati szer
- Keratolyticum = hámlasztó szer
- Rubefaciens = vérbőséget okozö, bőrvörösítő anyag
- Scabicidum = rüh ellenes szer
- Contratussicum = köhögéscsillapító
- Expectorans = köptető
- Diureticum = vizelethajtó
- Carminativum = szélhajtó
- Laxativum = hashajtó
- Purgativum = hashajtó
- Nephrolyticum = vesekőoldó
- Stomachicum = étvágyjavító
- Digestivum = emésztést elősegítő
- Ophthalmicum = szemgyógyászati szer
- Otologicum = fülgyógyászati szer
- Rhinologicum = orrgyógyászati szer
- Haemopoeticum = vérképző
- Stimulans = élénkítőszer
- Urodesinfi ciens = húgyútfertőtlenítő
- Vasodilatator = értágító
- Sedativum = nyugtató
- Hypnoticum = altató
- Narcoticum = kábítószer
- Venenum = méreg
- Biocid = az ember számára konkurens élőlények elpusztítására alkalmas anyagok (peszticid, fertőtlenítőszer)

## A gyógyszerek terápiás hatásai
Adjuváns = segítő, megerősítő hatású
Adsztringens = a szervek szöveteinek összehúzódását előidéző, a váladék kiürülését megakadályozó szer, összehúzószer, mely nyálkahártyákon, ill. sebek felszínén fehérjék koagulációjával vékony védőhártyát hoz létre (pl. csersav, bizmut-, alumínium-, ólom-, és cinksók)
Akut = hirtelen fellépő, heveny
Amarum = étvágyjavító szer
Analgeticum = fájdalomcsillapító szer
Anthelminthicum = féregűző (féreghajtó) szer
Anthiphlogisticum = a gyulladást csökkentő szer
Antiaritmiás = a szív ritmuszavarát helyreállító hatás
Antibacteriális = baktériumok szaporodását gátló és baktériumölő hatású
Antidiabeticum = cukorbetegség ellen ható szer
Antidotum = méregellenes szer, a mérgezés, a mérgező hatás, a méreg ellenszere (pl. nehézfémsók, arzén, alkaloidák, egyes növényvédőszerek ellen)
Antifungális = gombaölő hatású
Antirheumaticum = a reuma elleni szer
Antisepticum = az élő szervezet bőr és nyálkahártya fertőzését, a genny képződését megelőző vagy leküzdő szer (tágabb értelemben fertőtlenítőszer)
Antiviriális = vírusölő hatású
Aphrodisiacum = a nemi vágyat fokozó szer
Aromaticum = aromás, fűszeres, erős ízű stimulálószer
Carminativum = puffadást csökkentő, szélhajtó hatású, emésztést elősegítő szer
Cholagogum = epehajtó, az epefolyást elősegítő és fokozó szer
Cholereticum = epeürítést elősegítő szer
Citosztatikum = a sejt osztódását gátló anyag
Dependens = valamitől függő
Detergens = felületaktív, zsíroldó hatással rendelkező szer (nedvesítő-, diszpergáló-, emulgeáló-, mosóaktív anyag, habképző)
Dezinficiens = tárgyak, eszközök, műszerek, bútorok, helyiségek fertőtlenítésére alkalmas fertőtlenítőszer
Diaphoreticum = izzadást kiváltó szer
Drasticum = hashajtó(erős)
Diureticum = a vizelet keletkezését és kiürítését fokozó szer (vizelethajtó)
Euphoriát okozó = indokolatlan jókedvet okozó
Expektoráns = a légutakból a nyálkás váladék kiürülését elősegítő szer (köptető)
Fitoncid = baktérium- ill. gombaölő anyag, amelyet magasabb rendű növényekből állítanak elő
Fotodinámiás = a fényhatást erősítő, fényérzékenységet növelő
Galaktagogum = a tejelválasztást fokozó szer
Geriatricum = az öregedés folyamatát lassító szer
Haemosztaticum = vérzéscsillapító szer
Krónikus = hosszú ideig elhúzódó
Laxativum = hashajtó (gyenge)
Linimentum = kenet, külső használatra szánt folyékony gyógyszer (égési sebek kezelésére is használatos szer)
Mucilaginosum = gyógyászati bevonó- és védőszer. A nyálkahártyák irritálás elleni védelmét szolgálja
Narcoticum = kábulatot, narkózist okozó altatószer
Nekrotizáló = elhalást, szövetroncsolást előidéző
Paraszimpatomimetikum = a paraszimpatikus idegrendszer működésének tónusát fokozó szer
Roboráns = erősítő hatású gyógyszer
Szimpatomimetikum = a szimpatikus idegrendszer működésének tónusát fokozó szer
Szinergista hatás = két vagy több hatóanyag együttes hatása
Spasmolyticum = görcsoldó (a simaizom görcsét oldja)
Stimuláns = élénkítőszer, serkentőszer
Stomachicum = emésztést elősegítő szer, gyomorerősítő szer, növeli a gyomor tónusát, serkenti a gyomorsav elválasztását
Sedativum = nyugtatószer (ingerlékenységet csökkentő szer)
Stimulálószer = a működést fokozó szer
Suppositorium = a test nyílásába helyezhető gyógyszerforma, pl. végbélkúp
Tonikum = az emésztőrendszer tónusát növelő szer

## A páciens életkora latinul
Sem a gyógyszerkönyvben, sem a tankönyvekben vagy a szakkönyvekben sehol nincs pontosan megadva, hogy mennyi idős gyermeket értünk az újszülött, a csecsemő, ill. a kisgyermek jelölésen. Az alábbi kategóriákat a „gyakorlat” fogadta el:
- – neonatus, -i m. = újszülött (kb. 2 hetes koráig)
- – infans, -ntis f. = csecsemő (kb. 1 éves koráig)
- – parvulus, -i m. = kisgyermek (kb. 1 és 6 éves kor között)
- – nincs latin jelölése annak, hogy „gyermek” (7-15 éves kor között)
- – adultus, -i m. = felnőtt (16 éves kortól, erről viszont a VIII. Magyar Gyógyszerkönyv már rendelkezik a dózis-táblázatokban)
- – régebben az „öregkornak” is volt alsó határa, de ma már a 16 éves, vagy ennél idősebb egyént egyaránt „felnőttnek” tekinti a jogszabály gyógyszerelés szempontjából.

## Csomagolóanyagok latin elnevezése
- vitrum, -i n. = üveg (hengeres, vagy szegletes)
- vitrum fuscum = sötét üveg
- fictile n. = tégely (kenőcs, paszta számára)
- olla, -ae f. = tégely (régiesebb neve)
- tubus, -i m. = tubus (lágyabb állományú kenőcs tárolására)
- lagena originalis = eredeti (gyári) üveg
- ampulla, -ae f. = injekciós oldatok befogadására szolgáló üveg
- scatula, -ae f. = doboz
- capsula, -ae f. = tok, kapszula
- capsula amylacea, -ae f. = ostyatok, keményítős kapszula
- hostia, -ae f. = ostyalap
- nebula, -ae f. = ostyalap
- sacculus, -i m. = zacskó
- usus, -us m. = használat
- ad usum externum = külső használatra
- ad usum internum = bevételre szánt
- ad usum veterinarium = állatgyógyászati célra (A.U.V.)

## Gyógyszerek és segédanyagok hivatalos latin neve, szinonimája, védett neve
- Acidum acetylsalicylicum Acisal, Aspirin, Istopirin
- Calcium acetylsalicylicum (OGYI eng.) Cacisal, Kalmopyrin
- Acidum silicicum colloidale hydrophylum Aerosil, kolloid szilícium-dioxid
- Acri avinium chloratum Xanthacridinum, Trypa avin, Acri avin
- Aethylmorphinium chloratum Dionin, Etilmorfi nium-klorid
- Alcoholum 96% Spiritus concentratissimus
- Aluminium aceticum tartaricum solutum Solutio (Liquor) Burowi
- Aminophenazonum Amidazofen, Pyramidon
- Noraminophenazonum natrium mesylicum Novamidazofen, Algopyrin, Novalgin
- Ammonium bitumensulfonicum Ichthyol
- Argentum proteinicum Protargolum
- Barbitalum Veronal, Acidum diaethylbarbituricum
- Phenobarbitalum Sevenal, Luminal, Ac. phenylaethylbarbituric.
- Benzocainum Norcainum
- Procainium chloratum Novocain
- Lidocainum Xylocain
- Tetracainium chloratum Pantocain
- Bismuthum subgallicum Dermatol
- Cera lanae (birtokviszony) Adeps lanae, gyapjúzsír, gyapjúviasz
- Cera lanae hydrosa Lanolin, Adeps lanae hydrosus
- Cliochinolum Jodchloroxychinolinum
- Enteroseptol, Vioform
- Ephedrinium chloratum Epherit, Ephedrinum hydrochloricum
- Extractum opii siccum Extractum laudani, Extractum thebaicum
- Morphinium chloratum Sal thebaicum
- Extractum strychni siccum Extractum nucis vomicae
- Formaldehydum solutum Formalin
- Liquor formaldehydi saponatus Lysoform
- Hydroxyaethylcellulosum HEC, Cellosize
- Lanalcolum Alcoholes lanae, gyapjúviasz-alkoholok
- Linimentum saponatum camphoratum Opodeldok
- Glucosum anhydricum Dextrosum, szőlőcukor
- Lactosum Saccharum lactis, tejcukor
- Saccharosum cukor, répacukor, nádcukor, Saccharum
- Kalium sulfuratum pro balneo kénmáj, Hepar sulfuris
- Sulfur praecipitatum kéntej, Lac sulfuris, lecsapott kén
- Kalium natrium tartaricum Sal Seignetti, Seignett-só
- Pulvis Caroli (birtokviszony) Károlysó, Karlsbadi-só, hashajtósó
- Magnesium sulfuricum Keserűsó
- Alumen Timsó
- Ammonium chloratum Szalmiáksó
- Ammonia soluta Szalmiákszesz
- Natrium sulfuricum Glaubersó
- Natrium hydrogencarbonicum Szódabikarbóna, Natrium bicarbonicum
- Natrium tetraboricum Bórax, Natrium boricum
- Macrogolum 4000 Carbowax 4000, Polyoxaethenum 4000
- Polysorbatum 20 Tween 20, Sorboxaethenum laurinicum
- Polyvidonum PVP, Polyvinylpirrolidon
- Oxytetracyclinum Tetran
- Pasta zinci oxydati salicylata Pasta Lassari
- Phenolum Acidum carbolicum, Karbolsav
- Pulvis opii et ipecacuanhae Pulvis Doveri
- Thiaminium chloratum B1 vitamin
- Aneurinum hydrochloricum Riboflavinum B2 vitamin, Lacto avin
- Sorbitum Sorbitolum
- Sulfadimidinum Superseptyl
- Solutio arsenicalis Solutio Fowleri
- Unguentum aluminii acetici tartarici Unguentum Burowi
- Unguentum argenti nitrici Mikulitz kenőcs
- Unguentum hydrosum Unguentum ad manum

## Farmakográfia
A gyógyszerészeti tudományok azon ága, amely a receptírás szabályait foglalja magába
- A gyógyszert rendelő orvos közlendője, utasítása a gyógyszert kiadó/elkészítő gyógyszerész, valamint a gyógyszerkiadó szakasszisztens számára.
- Gyógyszerrendelés

gyógyszer alkalmazásának orvosi előírása recepten
- Gyógyszer-expediálás

a gyógyszerész az orvos előírása vagy a beteg szóbeli kérése alapján a gyógyszert kiadja
- A recept (vény) az orvos előírása, mellyel a gyógyszeres terápia vagy a betegség megelőzése céljából gyógyszert (sebészeti kötözőszert, gyógyászati segédeszközt) rendel.
- Az orvos írásbeli utasítása a gyógyszerészhez (Rp. = vény).
- A recept okirat, okmány, melynek a törvény előtt bizonyító ereje van.
- Magyarországon a gyógyszerészek nem jogosultak receptírásra, gyógyszerrendelésre, ellentétben pl. az USA-val és Angliával.

### A receptek típusai

#### Formula magistralis
Minden gyógyszer annyira elavult, amennyire a betegnek megkönnyíti, elviselhetőbbé teszi az életét, segít a teljes gyógyulásban. A jövő gyógyszerészete az egyénre szabott terápiában rejlik, amely figyelembe veszi a beteg összes élettani, kórélettani, genetikai paramétereit. Ha a tabletták és injekciók egyénre szabottan, névre szólóan készülnek a gyárakban, talán a „nil nocere” elv is érvényesül. Az orvos egyénre szabottan rendeli a legalkalmasabb összetételt, megfigyelései, tapasztalatai alapján.
Rp.
- Aminophenazoni[11]
- :grammata duo (g 2,0)[12]
- Sirupi simplicis[13]
grammata triginta (g 30,0)[14]
- Aquae destillatae[15]
- ad grammata centum (ad g 100,0)[16]
- Misce fiat solutio, Detur ad vitrum fuscum, Statim! [17]
- Signetur: Naponta 5-ször 1 kávéskanállal beadni[18]

## Külső hivatkozások
- http://www.nlm.nih.gov/pubs/factsheets/hmd.html
- https://web.archive.org/web/20120210025434/http://home.swipnet.se/PharmHist/Lankar/lankar_en.html
- http://pharmacy.dal.ca/Resources/Compounding.php Compounding Formulas from Recent Journal Literature (Dalhousie University College of Pharmacy)
- http://www.sickkids.ca/pharmacy/compounding-service/index.html Compounding Recipes Index (The Hospital for Sick Children Compounding Service)